# Контейнер свойств (шаблон проектирования)
Контейнер свойств (англ. property container) — фундаментальный шаблон проектирования, который служит для обеспечения возможности уже построенного и развернутого приложения

## Применение
Классическим примером использованием шаблона является приложение, используемое для хранения и классификации информации.
Например, приложение заказа фильмов. При разработке класса, представляющего фильм, при разработке и запуске приложения невозможно предусмотреть все возможные свойства (атрибуты), описывающие фильм. Поэтому класс фильма при необходимости в любой момент может быть расширен дополнительными свойствами. Для этого требуются предусмотреть механизм расширения свойств перед выпуском приложения.
Контейнер свойств, предоставляет механизм для динамического расширения объектов дополнительными атрибутами во время выполнения. Кроме этого, приложению могут потребоваться ещё модули, которые явным образом используют преимущества нового свойства, если оно было добавлено.
```
/// <summary>Реализация класса фильма, с контейнером свойств.</summary>

public
 
class
 
MovieImplementation

{

      
private
 
Hashtable
 
_innerProperties
 
=
 
new
 
Hashtable
();

      
/// <summary>Устанавливает свойство, связанного с именем.

      
/// Если свойство уже существует, значение будет заменено.

      
/// Если свойство не существует, оно будет добавлено со значением.

      
/// </summary>

      
public
 
void
 
SetProperty
(
string
 
name
,
 
object
 
value
)

      
{

          
if
(
name
 
==
 
null
)
 
return
;

          
if
(
_innerProperties
.
ContainsKey
(
name
))

              
_innerProperties
[
name
]
 
=
 
value
;

          
else

              
_innerProperties
.
Add
(
name
,
 
value
);

      
}

      
/// <summary>Выборка значения свойства по определенному имени.</summary>

      
public
 
object
 
GetProperty
(
string
 
name
)

      
{

          
if
(
name
 
==
 
null
 
||
 
!
_innerProperties
.
ContainsKey
(
name
))
 
return
 
null
;

          
return
 
_innerProperties
[
name
];

      
}

      
/// <summary>Выборка всех имеющихся свойств.</summary>

      
public
 
string
[]
 
GetPropertyNames
()

      
{

          
return
 
_innerProperties
.
Keys
.
Cast
<
string
>
().
ToArray
();

      
}

      
/// <summary>Удаление свойства, связанного с определенным именем.</summary>

      
public
 
void
 
RemoveProperty
(
string
 
name
)

      
{

          
if
(
name
 
==
 
null
 
||
 
!
_innerProperties
.
ContainsKey
(
name
))
 
return
;

          
_innerProperties
.
Remove
(
name
);

      
}

      
/// <summary>Удаление всех дополнительных свойств.</summary>

      
public
 
void
 
RemoveProperties
()

      
{

          
_innerProperties
.
Clear
();

      
}

      
public
 
string
 
Id
 
{
 
get
;
 
set
;
 
}

      
public
 
string
 
Title
 
{
 
get
;
 
set
;
 
}

      
public
 
decimal
 
Rating
 
{
 
get
;
 
set
;
 
}

      
public
 
decimal
 
Price
 
{
 
get
;
 
set
;
 
}

      
public
 
int
 
Available
 
{
 
get
;
 
set
;
 
}

      
public
 
string
 
Description
 
{
 
get
;
 
set
;
 
}

}

```

```
...

movies
.
Add
(
new
 
MovieImplementation
());

...

movies
[
i
].
Rating
 
=
 
6.3
;

...

movies
[
i
].
SetProperty
(
"releasedate"
,
 
new
 
DateTime
(
2002
,
 
5
,
 
22
));

...

```

После создания нескольких объектов MovieImplementation и помещения их в коллекцию было обнаружено, что некоторые фильмы имеют дополнительные атрибуты. Например, один из фильмов может быть ещё не выпущен. Вместо того, чтобы расширять класс, мы можем добавить свойство «releasedate», используя метод SetProperty.
Реализовать контейнер свойств можно или непосредственно в самом классе фильма, или во вспомогательном классе. Вспомогательный класс позволяет вынести реализацию контейнера свойств из класса фильма и использовать его, в случае, если класс фильма реализован внешним поставщиком.
```
/// <summary>Интерфейс, описывающий взаимодействие с контейнером свойств.</summary>

public
 
interface
 
IPropertyContainer

{

      
void
 
SetProperty
(
string
 
name
,
 
object
 
value
);

      
object
 
GetProperty
(
string
 
name
);

      
string
[]
 
GetPropertyNames
();

      
void
 
RemoveProperty
(
string
 
name
);

      
void
 
RemoveProperties
();

}

/// <summary>Класс, реализующий контейнер свойств.</summary>

public
 
class
 
PropertyContainer
 
:
 
IPropertyContainer

{

      
private
 
Hashtable
 
_innerProperties
 
=
 
new
 
Hashtable
();

      
/// <summary>Устанавливает свойство, связанного с именем.

      
/// Если свойство уже существует, значение будет заменено.

      
/// Если свойство не существует, оно будет добавлено со значением.

      
/// </summary>

      
public
 
void
 
SetProperty
(
string
 
name
,
 
object
 
value
)

      
{

          
if
(
name
 
==
 
null
)
 
return
;

          
if
(
_innerProperties
.
ContainsKey
(
name
))

              
_innerProperties
[
name
]
 
=
 
value
;

          
else

              
_innerProperties
.
Add
(
name
,
 
value
);

      
}

      
/// <summary>Выборка значения свойства по определенному имени.</summary>

      
public
 
object
 
GetProperty
(
string
 
name
)

      
{

          
if
(
name
 
==
 
null
 
||
 
!
_innerProperties
.
ContainsKey
(
name
))
 
return
 
null
;

          
return
 
_innerProperties
[
name
];

      
}

      
/// <summary>Выборка всех имеющихся свойств.</summary>

      
public
 
string
[]
 
GetPropertyNames
()

      
{

          
return
 
_innerProperties
.
Keys
.
Cast
<
string
>
().
ToArray
();

      
}

      
/// <summary>Удаление свойства, связанного с определенным именем.</summary>

      
public
 
void
 
RemoveProperty
(
string
 
name
)

      
{

          
if
(
name
 
==
 
null
 
||
 
!
_innerProperties
.
ContainsKey
(
name
))
 
return
;

          
_innerProperties
.
Remove
(
name
);

      
}

      
/// <summary>Удаление всех дополнительных свойств.</summary>

      
public
 
void
 
RemoveProperties
()

      
{

          
_innerProperties
.
Clear
();

      
}

}

```

```
/// <summary>Интерфейс, описывающий фильм.</summary>

public
 
interface
 
IMovie

{

      
string
 
Id
 
{
 
get
;
 
set
;
 
}

      
string
 
Title
 
{
 
get
;
 
set
;
 
}

      
decimal
 
Rating
 
{
 
get
;
 
set
;
 
}

      
decimal
 
Price
 
{
 
get
;
 
set
;
 
}

      
int
 
Available
 
{
 
get
;
 
set
;
 
}

      
string
 
Description
 
{
 
get
;
 
set
;
 
}

}

public
 
interface
 
IMovieExtended
:
 
IMovie
,
 
IPropertyContainer

{

}

/// <summary>Реализация класса фильма, наследуемого от контейнера свойств.</summary>

public
 
class
 
MovieImplementation1
 
:
 
PropertyContainer
,
 
IMovieExtended

{

      
public
 
string
 
Id
 
{
 
get
;
 
set
;
 
}

      
public
 
string
 
Title
 
{
 
get
;
 
set
;
 
}

      
public
 
decimal
 
Rating
 
{
 
get
;
 
set
;
 
}

      
public
 
decimal
 
Price
 
{
 
get
;
 
set
;
 
}

      
public
 
int
 
Available
 
{
 
get
;
 
set
;
 
}

      
public
 
string
 
Description
 
{
 
get
;
 
set
;
 
}

}

/// <summary>Реализация класса фильма, наследуемого от класса внешнего поставщика 

/// и содержащего контейнер свойств.</summary>

public
 
class
 
MovieImplementation2
 
:
 
MovieByVender
,
 
IMovieExtended

{

      
private
 
PropertyContainer
 
_propertyContainer
 
=
 
new
 
_propertyContainer
();

      
public
 
void
 
SetProperty
(
string
 
name
,
 
object
 
value
)

      
{

          
_propertyContainer
.
SetProperty
(
name
,
 
value
);

      
}

      
public
 
object
 
GetProperty
(
string
 
name
)

      
{

          
return
 
_propertyContainer
.
GetProperty
(
name
);

      
}

      
public
 
string
[]
 
GetPropertyNames
()

      
{

          
return
 
_propertyContainer
.
GetPropertyNames
();

      
}

      
public
 
void
 
RemoveProperty
(
string
 
name
)

      
{

          
_propertyContainer
.
RemoveProperty
(
name
);

      
}

      
public
 
void
 
RemoveProperties
()

      
{

          
_propertyContainer
.
RemoveProperties
();

      
}

}

```

```
...

movies
.
Add
(
new
 
MovieImplementation1
());

movies
.
Add
(
new
 
MovieImplementation2
());

...

movies
[
i
].
SetProperty
(
"releasedate"
,
 
new
 
DateTime
(
2002
,
 
5
,
 
22
));

...

movies
[
j
].
SetProperty
(
"age"
,
 
"16+"
);

```

В данным случае отображено использование реализации как своего класса фильма, так и класса от внешнего заказчика, путем наследования и использования вспомогательного класса PropertyContainer. Взаимодействие с объектами реализуется посредствам интерфейса IMovieExtended.

## Достоинства
Шаблон контейнер свойств позволяет легко и быстро придать приложению способность изменяться в процессе своего жизненного цикла и хорошо подходит для определённых типов приложений, в частности, для реализации возможности иерархии вложения. В некоторый случаях, без применения данного шаблона не удастся при возможности динамического расширения объекта инкапсулировать данные в объекте, что влияет на безопасность и надежность приложения.

## Недостатки
При реализации контейнера свойств теряется строгая типизация. Интерфейс класса не полностью описывает содержание и, возможно, потребуется модифицировать интерфейс взаимодействия с классом, чтобы реализовать преимущества, полученные от добавленных атрибутов. Если используется сохранение объектов в базу данных, контейнер свойств требует написать реализацию для передачи данных из контейнера свойств объекта в таблицу. Использование контейнера свойств увеличивает сложность системы, вносит накладные расходы на потребление памяти приложением и частично снижает быстродействие при работе.